# Černická obora
Černická obora je obora a přírodní památka v okrese Tábor v Jihočeském kraji, okolo dnes již zaniklé obce Černice na území přírodního parku Černická obora. Chráněná oblast se rozkládá na území 11,53 hektaru. Důvodem ochrany je oblast staré obory, ve které se zachoval smíšený porost tvořený převážně habry (Carpinus betulus) a duby (Quercus robur). Současně zde rostou vzrostlé borovice lesní (Pinus sylvestris), smrky (Picea) a jedle bělokoré (Abies alba).

## Historie

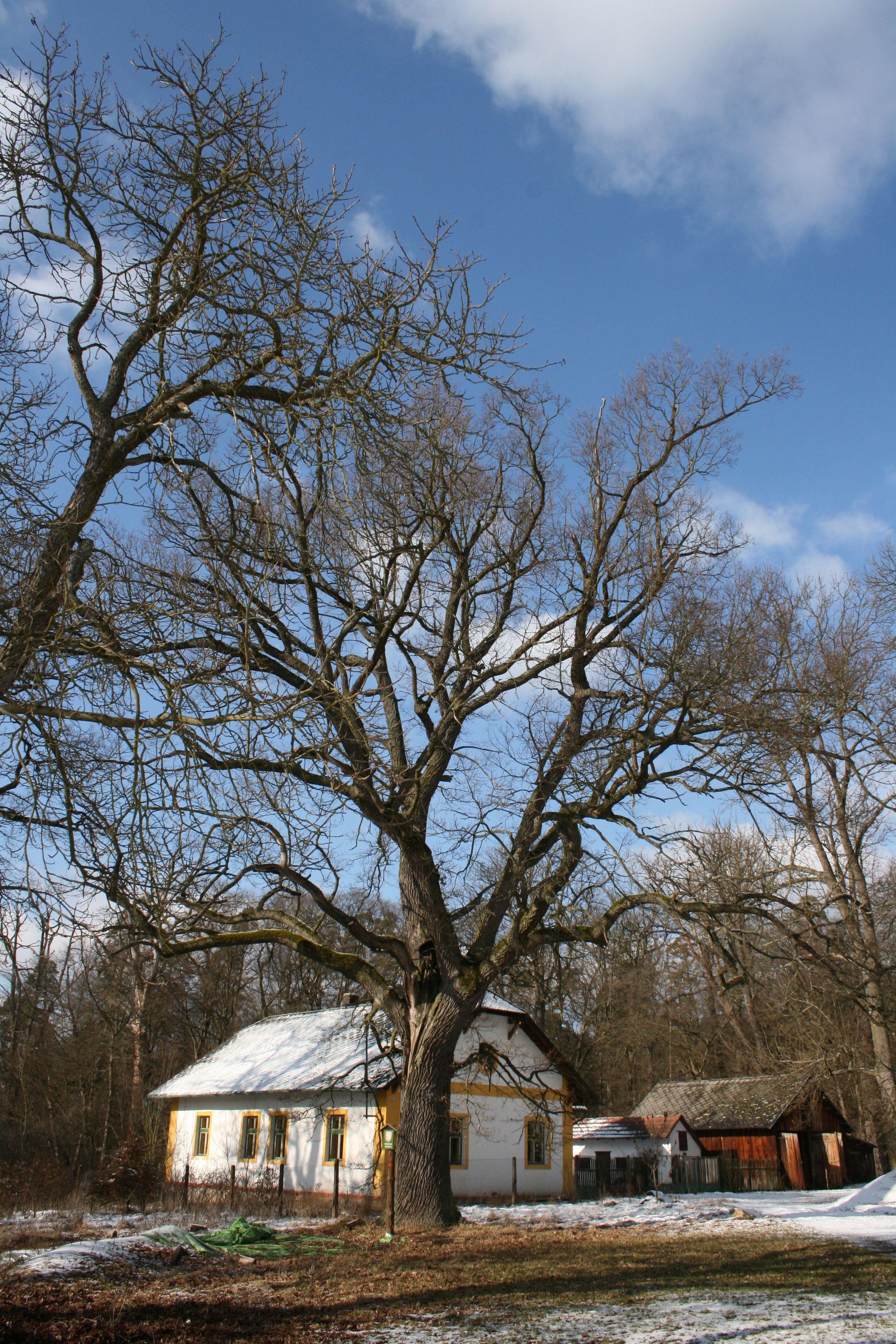
Vzrostlý dub na okraji památky

První zmínky o oblasti obory pocházejí z roku 1585, kdy se zde chovali bažanti. Vznik původní obory sahá do konce 16. století, kdy v roce 1586 byla založena Petrem Vokem z Rožmberka jako místo, kde se měla chovat černá zvěř, jeleni a daňci a to na ploše 11 × 4,4 kilometru. Již v roce 1880 na území obory vznikla přírodní rezervace, která se stala jednou z nejstarších rezervací na území Česka. Původně se na území budoucí obory nacházela vesnice Černošice, od které má i svůj název. Jako její doklad zde stojí pouze barokní lovecký zámeček, který byl vystaven v 60. letech 18. století na základech původně renesančního zámečku. Vyjma Černošic vzniku obory musely ustoupit i obce Benešov a Obrovka. Obyvatelstvo z těchto třech vesnic bylo přestěhováno do nově založené osady Nová Ves.
Přírodní památka byla vyhlášena v roce 1933 na ploše 11,51 ha, ale ochrany se oblasti dostávalo již od roku 1880. Od této doby byla chráněna majitelem panství. Oblast se nechává v podstatě bez zásahu a spadlé dřevo není z lesa odstraňováno.

## Přístup
Památka je snadno dosažitelná po silnici vedoucí z Bechyně do Soběslavi a to ve vzdálenosti přibližně 1,5 km východně od obce Sudoměřice u Bechyně. Je zde naučná stezka Černická obora.
Okolo přírodní památky se nachází obora rozkládající se na ploše 2000 ha, původně velikost dosahovala až 4500 ha, která je i součástí přírodního parku Černická obora. Od roku 1971 již není obora ohrazena. Je zde také golfové hřiště.